# Cuernavaca
Cuernavacaⓘ (Nahuatl - Cuauhnāhuac) – miasto w środkowym Meksyku, na obszarze Mesy Centralnej, około 85 km na południe od miasta Meksyk w kierunku Acapulco, stolica i największe miasto stanu Morelos. Mieszkający w Cuernavace na początku XIX wieku niemiecki podróżnik Alexander von Humboldt nadał miastu nazwę – Miasto wiecznej wiosny.

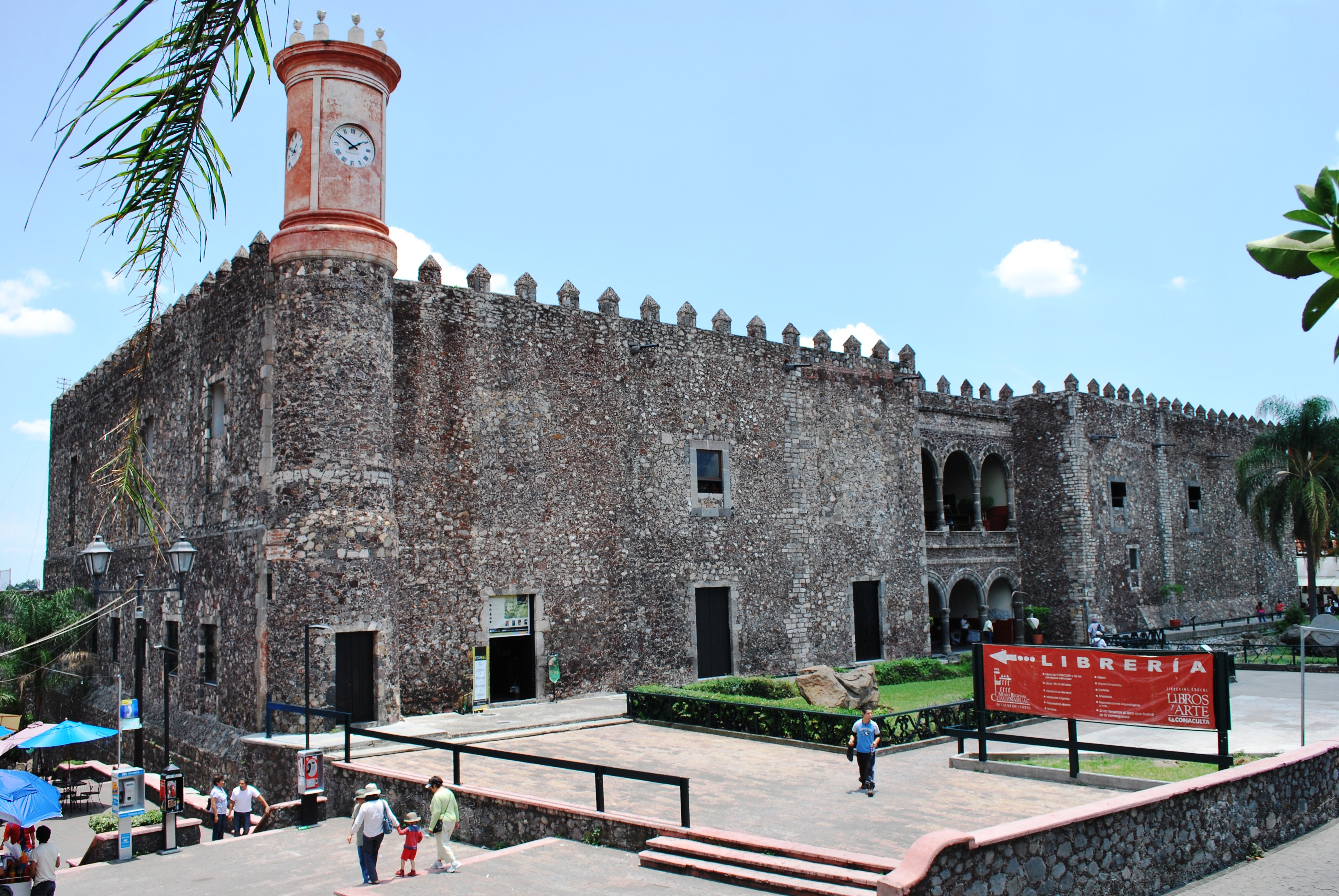
Cuernavaca - pałac Hernána Cortésa.

W mieście rozwinął się przemysł spożywczy, maszynowy oraz cementowy. W 1939 r. został założony uniwersytet. Ośrodek turystyczno-wypoczynkowy.

## W kulturze
Cuernavaca jest podstawowym miejscem akcji w powieści Pod wulkanem Malcolma Lowry'ego.
Pod koniec życia, w latach 1978 –  1980, mieszkała tam Tamara Łempicka i zmarła w Cuernavace. 

## Współpraca
- Minneapolis, Stany Zjednoczone
- Denver, Stany Zjednoczone[3]